# Římskokatolická farnost Stínava
Římskokatolická farnost Stínava je územní společenství římských katolíků s farním kostelem Povýšení sv. Kříže v děkanátu Konice.

## Dějiny farnosti
Obec Stínava byla vyfařena z farnost Ptení v roce 1906, ale je možné, že farnost existovala již v 16. století.

## Území farnosti a sakrální stavby
Do farnosti přísluší následující obce s těmito sakrálními stavbami:
- Stínava
  - Farní kostel Povýšení sv. Kříže
  - Kaplička "Na Zábraní"